# Edraianthus pulevicii
Edraianthus pulevicii är en klockväxtart som beskrevs av Surina och D.Lakuši. Edraianthus pulevicii ingår i släktet Edraianthus och familjen klockväxter. Inga underarter finns listade i Catalogue of Life.